# Guarneri del Gesù
 (mars 2023).
Si vous disposez d'ouvrages ou d'articles de référence ou si vous connaissez des sites web de qualité traitant du thème abordé ici, merci de compléter l'article en donnant les références utiles à sa vérifiabilité et en les liant à la section « Notes et références ».
Bartolomeo Giuseppe Antonio Guarneri, del Gesù (né le 21 août 1698 à Crémone ; mort le 17 octobre 1744 à Crémone) était un luthier italien de la famille Guarneri de Crémone, contemporain et rival du célèbre luthier Antonio Stradivari (1644-1737), tous deux considérés comme étant les meilleurs luthiers à ce jour.
Guarneri est surtout connu sous le dénominatif del Gesù (littéralement « de Jésus »), car ses étiquettes d'après 1731 comprenaient le christogramme IHS et la croix grecque tréflée. Le nom que « del Gesù » indiquait sur ses étiquettes était Joseph Guarnerius. Il n'utilisait donc pas son prénom Bartolomeo.
Ses instruments diffèrent de la tradition familiale en raison de leur style unique, et sont reconnus comme de qualité équivalente aux instruments de Stradivari. Les violons de Guarneri del Gesù sont considérés selon certains avis comme plus doux, plus robustes et plus sonores que ceux de Stradivari, avec une profondeur sombre de son indépendamment de la pression de l'archet.
Moins de 200 de ses instruments nous sont parvenus, qui sont tous des violons, à l'exception peut-être d'un violoncelle, portant l'étiquette de son père datant de 1731, mais qui aurait été achevé par lui-même en raison de la maladie de ce dernier. Un autre violoncelle datant de 1732 aurait également été fabriqué par lui. En revanche, aucun alto ne semble avoir été créé.

## Famille
Bartolomeo Giuseppe Antonio Guarneri, del Gesù, fils cadet de Giuseppe Giovanni Guarneri filius Andreæ (1666 – environ 1739/40) et petit-fils d'Andrea Guarneri (environ 1623/26–1698) est le plus connu de la dynastie des Guarneri. Andrea Guarneri fut apprenti de Niccolò Amati, chez qui Antonio Stradivari aurait également été apprenti (ce point n'est à ce jour pas vérifié et donne lieu à des polémiques). Son oncle Pietro Giovanni (Pietro I, 1655-1720), ayant travaillé à Mantoue, et son frère Pietro (Pietro II, 1695 - environ 1762/63), ayant principalement ses activités à Venise, étaient également des luthiers de renom.
En 1722 Giuseppe se marie avec Catarina Roda, originaire de Vienne, qui était probablement fille d'un membre de la garnison autrichienne postée à Crémone. Entre 1722 et 1728, on suppose que les époux résidaient à Crémone. Lors de cette période Giuseppe est renseigné[pas clair] comme étant temporairement exploitant d'un café crémonais, et semble avoir délaissé la lutherie.
En 1730, il reprit l'atelier de son père, alors affaibli par la maladie.

## Lutherie

### Formation

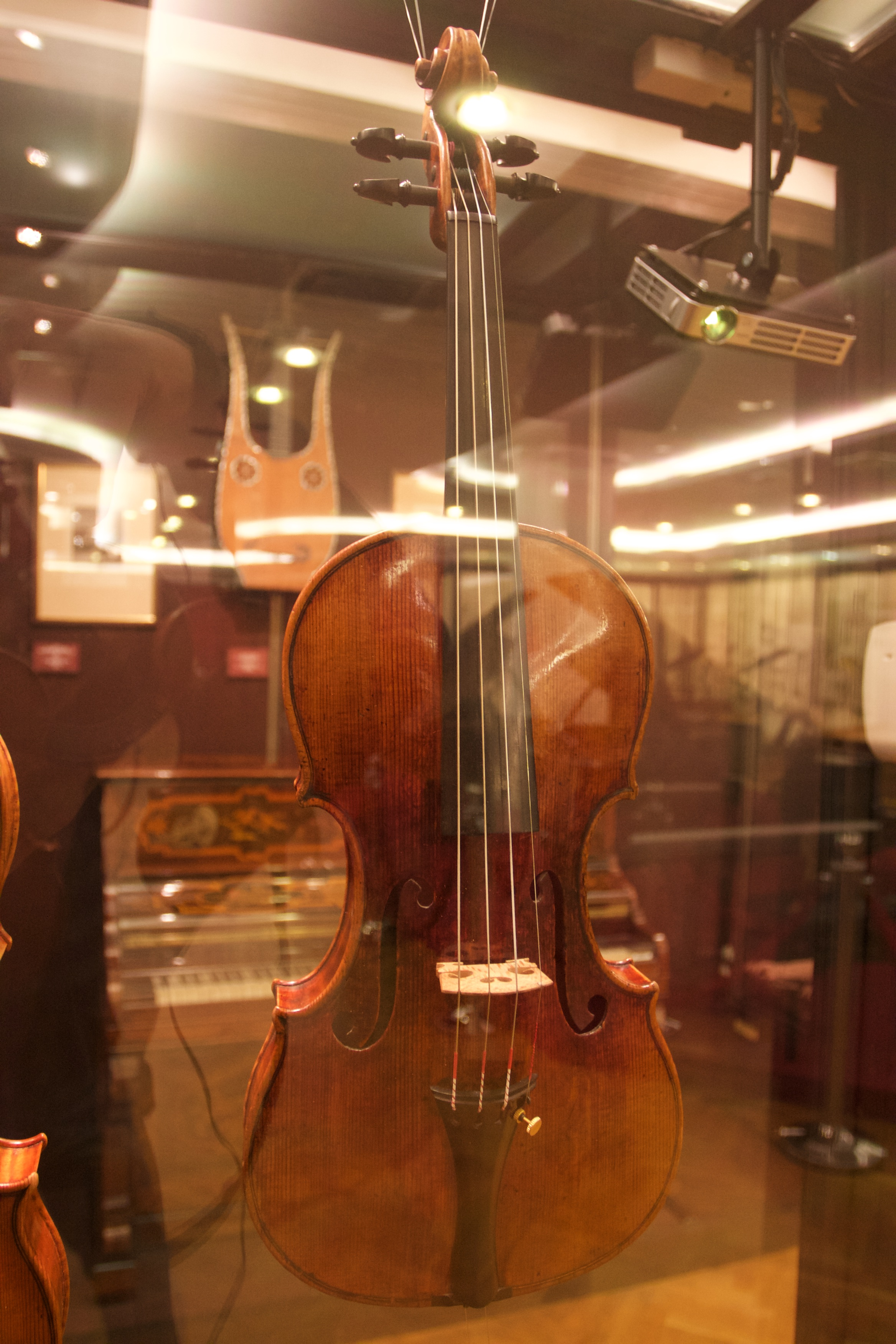
Violon 1742 Guarneri del Gesù

Giuseppe Guarneri del Gesù apprit l'art de la lutherie dans l'atelier de son père de 1714 à 1722, année où il quitta le domicile parental pour se marier. Ses premiers instruments connus datent de la fin des années 1720, mais ce n'est qu'à partir de 1731 qu'il commence à utiliser l'étiquette avec le monogramme I.H.S.

### Technique
Le style unique de Giuseppe Guarneri fut largement copié par les luthiers depuis le XIXe siècle. La carrière de Giuseppe est en contraste avec celle de Stradivari, qui était stylistiquement constant, très méticuleux au niveau de la création et de la finition, et qui a fait évoluer le design de ses instruments de manière réfléchie sur sept décennies. Alors qu'il travaillait dans l'atelier de son père, son style commence à se dessiner dès 1716. Quelques instruments ainsi produits ont une sonorité plus marquée que les instruments du père. La carrière de Giuseppe fut courte, de la fin des années 1720 jusqu'à sa mort en 1744. Initialement il paraissait être un homme de créativité agitée, au vu de ses expérimentations constantes au niveau des ouïes, du chevalet, des épaisseurs de la table et du fond, ainsi que d'autres détails de conception. Cependant, ce que nous savons avec certitude, c'est que, comme d'autres membres de sa famille, il fut commercialement éclipsé par son voisin illustre et possédant le sens des affaires, Antonio Stradivari et, de ce fait, qu'il ne pouvait pratiquer des prix comparables à ceux de son rival ; d'où la nécessité de construire plus d'instruments à la hâte. En effet, deux des cinq luthiers de la famille Guarneri, les deux Pietro — de générations différentes — quittèrent Crémone, le premier pour Mantoue, le deuxième pour Venise, visiblement en raison des perspectives d'affaires étouffées à Crémone par la présence de Stradivari. Des années 1720 jusqu'à environ 1737, le travail de Giuseppe est rapide et précis, bien qu'il ne fût pas méticuleux sur la finition. Sa période de gloire se situe dans le milieu des années 1730, période pendant laquelle il produit de ravissants instruments tels que le « King Joseph » (1737). Le bois utilisé pour le fond du « King Joseph » est assez similaire au « Pollitzer » (1736) et pourrait même provenir du même bois. De la fin des années 1730 jusqu'à sa mort, son travail montre une précipitation croissante et un manque de patience sur le temps nécessaire à réaliser une finition de grande qualité. Certains de ses derniers violons datant d'entre 1742 et 1744 ont des volutes grossièrement taillées, des filets insérés à la hâte, les ouïes non symétriquement percées et ébréchées.

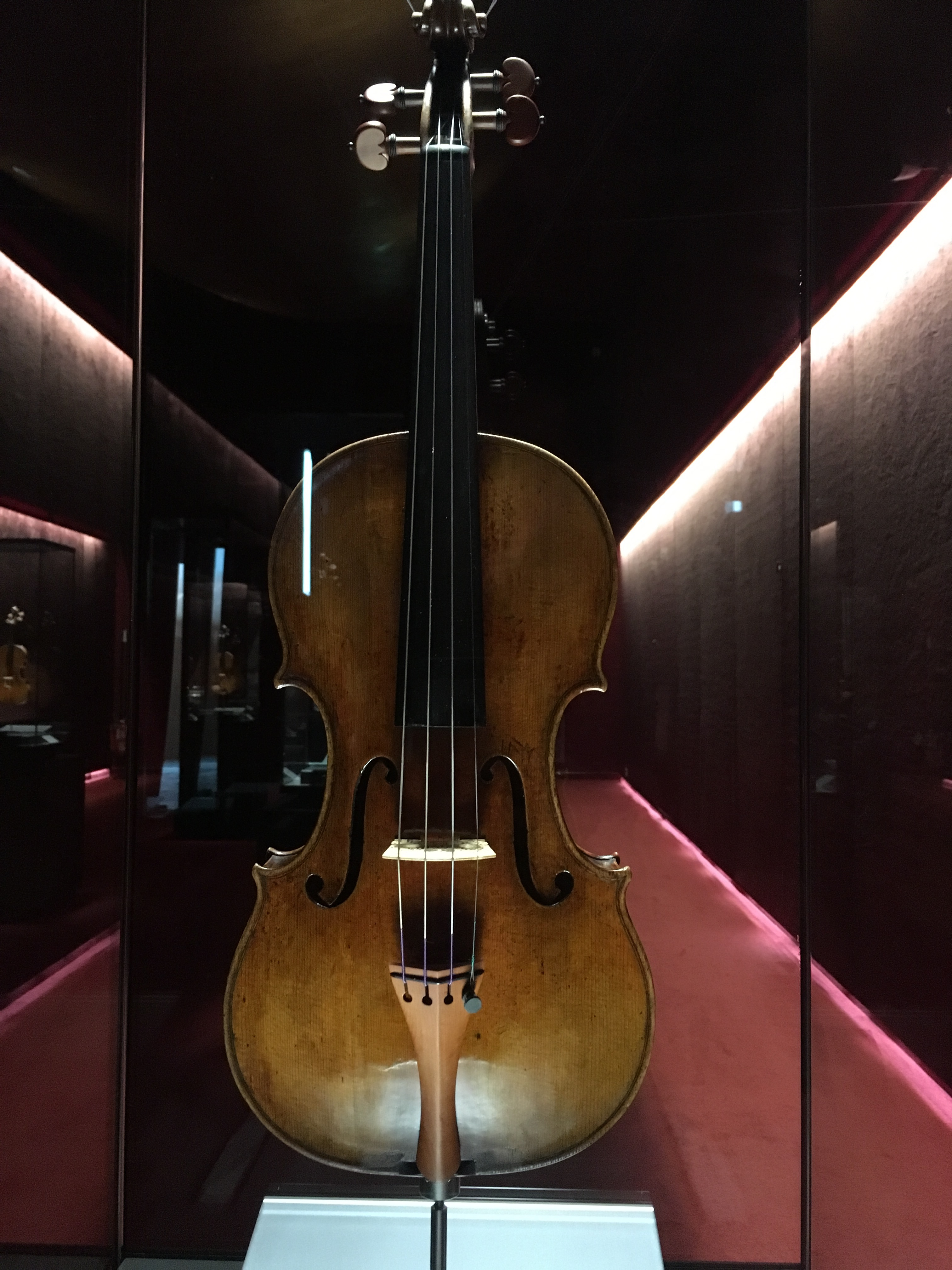
Violon « Principe Doria » 1734 Guarneri del Gesù

Néanmoins, beaucoup de ses derniers violons, malgré la hâte apparente et la négligence de leur construction, possèdent un ton éclatant et ont été très convoités par les solistes. Sa production tombe plutôt dramatiquement à la fin des années 1730 et l'excentricité de ses œuvres suivant cette période a suscité l'idée romantique qu'il aurait été emprisonné pour avoir tué un luthier rival, et qu'il aurait fabriqué des violons en prison. En réalité, les données les plus récentes montrent que les affaires de Guarneri del Gesù étaient si mauvaises vers la fin de sa vie que la lutherie lui était devenue secondaire, et qu'il devait gagner sa vie comme aubergiste. L'histoire du crime a été inventée au XIXe siècle, et reprise par les biographes de la famille Guarneri, les Hills, dans leur travail de 1931. Toutefois, un affrontement mortel entre luthiers s'était effectivement produit…, mais à Milan, à l'automne 1708 : lors d'une querelle, le luthier Antonio Maria Lavazza avait gravement blessé à la jambe son confrère Giovanni Battista Grancino II (1673-1709). Revenu ensuite sur les lieux, il avait agressé à nouveau sa victime, mais cette fois, il eut le dessous. Mortellement blessé, Antonio Maria Lavazza mourut deux jours plus tard. Giovanni Battista Grancino II prit la fuite pour éviter la prison, et fut condamné à mort par contumace. Il se cacha et fut finalement gracié, mais sa réputation était ruinée et ses biens avaient été entre-temps confisqués.

Certains des violons de Guarneri del Gesù, fabriqués dans son atelier et portant son étiquette, seraient en partie l'œuvre de son épouse Caterina Roda, qui aurait regagné son pays après la mort de son mari en 1744. Contrairement à la famille Stradivari, à Nicolò Amati, à certains luthiers ainsi qu'à d'autres membres de sa propre famille qui tous vécurent longtemps (Stradivari a travaillé jusqu'à l'âge de 93 ans) Guarneri mourut précocement à l'âge de 46 ans. Il est donc probable que l'étrangeté de la finition de ses derniers instruments (paradoxalement les plus cotés) n'était pas due uniquement au stress et à la précipitation mais aussi à la maladie. Il faut cependant noter que la sonorité, tant des Stradivarius que des Guarnerius n'a été reconnue à sa juste valeur que fin XVIIIe siècle. En effet, seuls les instruments d'Amati et de Stainer étaient prisés durant ce même siècle. Il est courant de comparer Stradivari et Guarneri mais, d'après les Hills, ce n'était pas le cas au niveau des styles ; les Guarnerius portant toujours les traces d'Amati et même de Stainer ; les derniers Stradivarius n'en porteraient aucune. Les instruments de Guarneri ont été reconnus par Gaetano Pugnani, soliste de classe internationale, trois décennies avant que ceux de Stradivari ne l'aient été. Dans les années 1750 ce célèbre violoniste a préféré et acquis un violon de Guarneri. C'est dans les années 1780 que son élève, Giovanni Battista Viotti, est devenu un partisan des instruments de Stradivari. Bien entendu, le plaidoyer de Pugnani en faveur de Guarneri était oublié lorsque, trois générations plus tard, Paganini est devenu l'éminent soliste jouant sur un Guarnerius, principalement sur le « Il Cannone » de 1743, légué à la ville de Gênes et exposé à l'hôtel de ville.

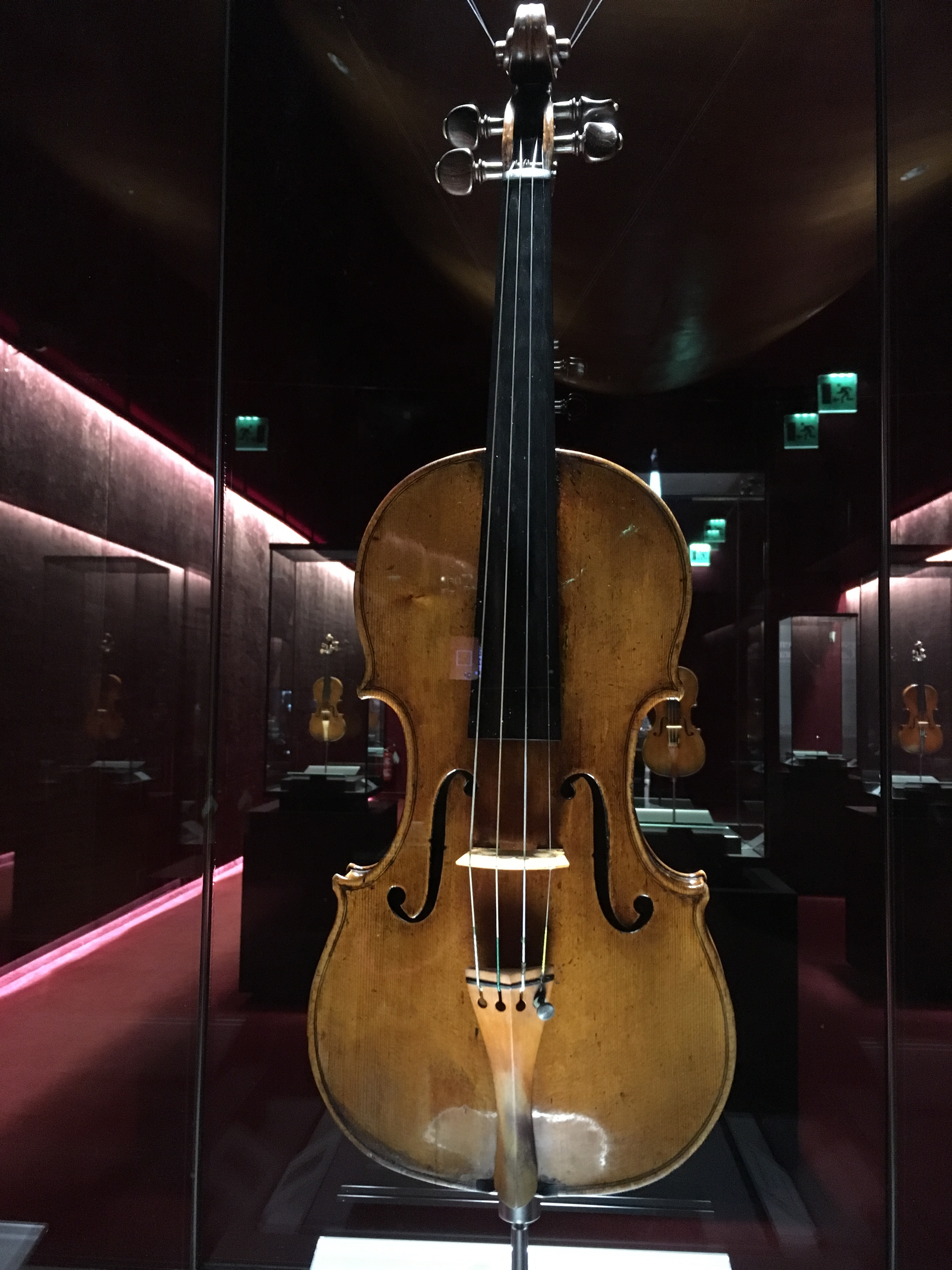
Violon Stauffer 1734 Guarneri del Gesù

Ses meilleurs instruments datent de la période vers 1735. Il subsiste aujourd'hui une soixantaine de ses instruments.

### Caractéristiques notables des instruments
Les violons de Guarneri del Gesù sont caractérisés par des formats plus petits, de 35 à 35,5 cm de longueur, recouverts de vernis magnifiques. Son art semble avoir été fortement influencé par l'école brescienne, et son travail combine le meilleur de la tradition de Crémone avec des « C » étirés et des ouïes exagérés dans le style de Maggini et de Gasparo da Salò (1542-1609).

### Valeur des instruments
Les violons de Guarneri del Gesù comptent parmi les instruments les plus recherchés au monde. En 2009 le violon « Kochánski » a été vendu 10 millions de dollars, en 2013 le « Vieuxtemps » a été vendu 18 millions de dollars, dépassant de ce fait le record tenu par la vente du Stradivarius de 1721 Lady Blunt.

### Instruments notables
Le violon Il Cannone est l'un des Guarneri del Gesù les plus connus après avoir été l'instrument préféré du virtuose italien Niccolò Paganini.

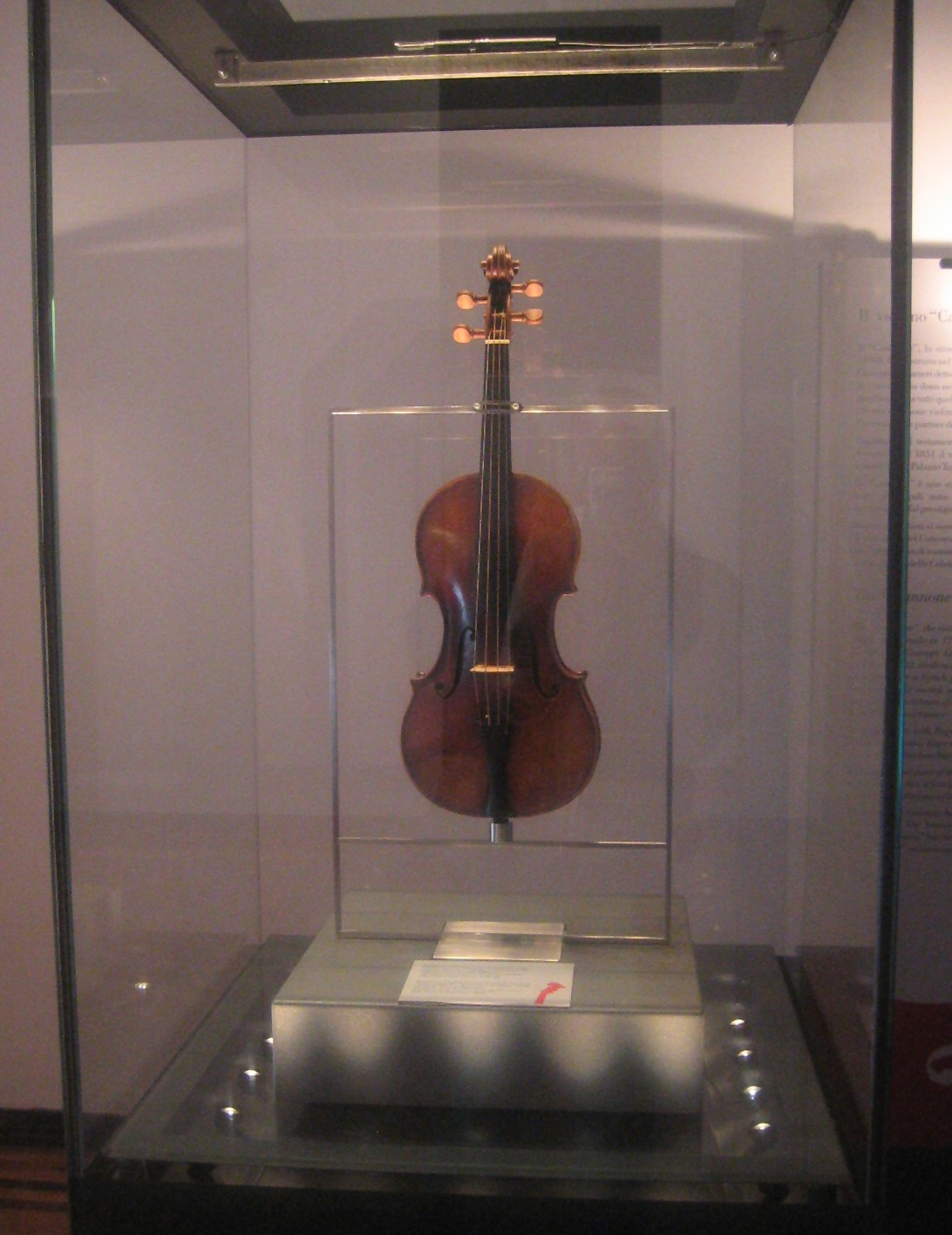
Violon Il Cannone

## Solistes notables
Beaucoup de grands violonistes jouaient et jouent ses instruments, parmi eux Salvatore Accardo, Chung Kyung-wha, Eugene Fodor, Joseph Joachim, Henning Kraggerud, Fritz Kreisler, Gidon Kremer, Robert McDuffie (en), Anne Akiko Meyers, Midori Gotō, Elmar Oliveira (en), Ruth Palmer (en), Itzhak Perlman, Rachel Barton Pine (en), Maud Powell, Charlie Siem, Marie Soldat-Röger, Henryk Szeryng, Richard Tognetti, Uto Ughi, Henri Vieuxtemps, Aaron Rosand, Eugène Ysaÿe, Zvi Zeitlin, Susanne Hou (en), Niccolò Paganini, Jascha Heifetz, Isaac Stern, Leonid Kogan, Yehudi Menuhin, Michael Rabin, David Nadien, Tibor Varga, Pinchas Zukerman, Leila Josefowicz, Arthur Grumiaux, Sarah Chang, Nigel Kennedy, Vadim Repine, Renaud Capuçon, Alexandre Da Costa, Augustin Dumay, Augustin Hadelich, Stella Chen et Liya Petrova.